# Casas Lustron
Las casas Lustron son un tipo de viviendas prefabricadas de acero esmaltado desarrolladas en los Estados Unidos en la época posterior a la Segunda Guerra Mundial por Carl Strandlund, un industrial e inventor de Chicago. Surgieron como una respuesta de la administración a la escasez de casas, propiciada por el retorno de las tropas una vez finalizada la guerra. 
Consideradas unas edificaciones de bajo mantenimiento y extremadamente duraderas, se esperaba que atrajeran a nuevas familias que tal vez no tuvieran el tiempo o el interés en reparar y pintar casas convencionales de madera y yeso. La producción de las casas Lustron cesó en 1950 debido a la incapacidad de la empresa para devolver los préstamos iniciales que había recibido de la Corporación Financiera de Reconstrucción. Se construyeron más de 2000 viviendas durante su breve período de producción, y muchas siguen en uso en la actualidad. Algunas de ellas han pasado a formar parte del Registro Nacional de Lugares Históricos estadounidense.

## Desarrollo

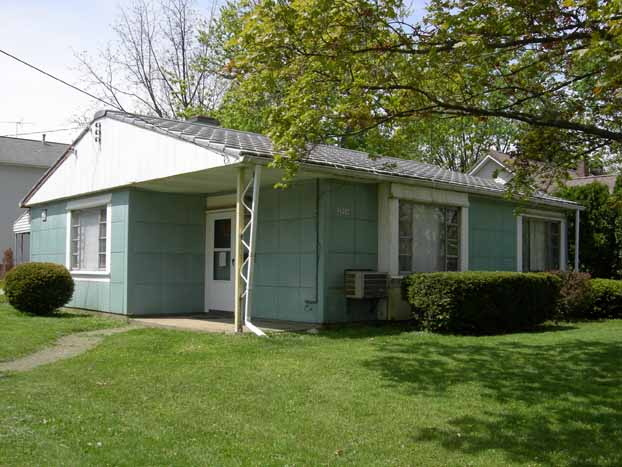
Casa modelo Westchester Deluxe de dos dormitorios

En enero de 1947, la recién formada Lustron Corporation anunció que había recibido de la Corporación Financiera de Reconstrucción un préstamo de 12,5 millones de dólares para producir en masa casas prefabricadas revestidas de paneles de acero esmaltado (Patente USPTO n.º 2416240). Liderada por el industrial e inventor de Chicago Carl Strandlund, que había trabajado en la construcción de estaciones de servicio prefabricadas, la empresa Lustron ofrecía una casa que "desafiaría al clima, al desgaste y al tiempo".
La Lustron Corporation del industrial Strandlund, una división de la Chicago Vitreous Enamel Corporation, se propuso construir 15.000 viviendas en 1947 y 30.000 en 1948. Desde su factoría en Columbus (Ohio) (la antigua fábrica de Curtiss-Wright), la corporación finalmente construyó 2.498 casas Lustron entre 1948 y 1950. Las casas costaban entre 8500 y 9500 dólares, según un artículo de marzo de 1949 en el Columbus Dispatch, aproximadamente un 25 por ciento menos que las viviendas convencionales comparables. En noviembre de 1949, sin embargo, el precio de venta promedio de una Lustron había llegado a los 10.500 dólares.
La mayoría de las casas Lustron se construyeron en 36 de los Estados Unidos, incluida Alaska. Sin embargo, algunas se enviaron a Venezuela para las familias de los empleados de la industria petrolera.
Considerada como una forma de maximizar el placer y minimizar el trabajo, su publicidad sostenía que la casa Lustron crearía una "experiencia nueva y más rica para toda la familia", donde "la madre ... dispondrá de muchas más horas", los "jóvenes ... tendrán menos preocupaciones ", y habría "mucho más tiempo libre para papá".
El diseño de Lustron se creó para adaptarlo a la producción en masa. Se ideó un sistema de estructura de acero que constaba de postes de acero verticales y vigas de techo a las que se unían todos los paneles interiores y exteriores. El concepto de vivienda prefabricada fue bien establecido por empresas como The Aladdin Company, Gordon-Van Tine Company, Montgomery Ward y Sears a principios del siglo XX. Sin embargo, estas empresas utilizaron técnicas y materiales convencionales en sus kits. En la posguerra, la demanda interna de acero superó la producción y el gobierno federal ejerció el control sobre su asignación. Strandlund tenía pedidos de sus paneles esmaltados para su uso en la construcción de nuevas estaciones de servicio para Standard Oil. Hizo una solicitud de asignación de acero, pero le fue denegada. Sin embargo, consultó a Wilson W. Wyatt, administrador de recursos durante la presidencia de Truman, si el acero estaría disponible en el caso de que Strandlund produjera casas de acero en lugar de estaciones de servicio.
Wyatt apoyó la idea, pero no pudo convencer a los miembros del Congreso de que asignaran fondos para Strandlund. Poco después, Wyatt renunció a su cargo, pero otros miembros influyentes del Congreso lograron obtener apoyo para financiar la producción de viviendas Lustron. A través de la Corporación Financiera de Reconstrucción, una agencia gubernamental, Strandlund finalmente recibió más de 37 millones de dólares en préstamos, más una planta industrial arrendada con excedentes de guerra en Columbus (Ohio). Este fue el primer préstamo de capital de riesgo otorgado por el gobierno federal. Inicialmente, a Strandlund se le había proporcionado la disponibilidad de una planta de excedentes de guerra en Chicago.
Sin embargo, debido a la intriga política en el gobierno, Preston Tucker, quien propuso producir un automóvil radicalmente nuevo, se quedó con la planta de Chicago. A su vez, Tucker fracasó al poco tiempo en su operación comercial.
La fábrica de Lustron tenía aproximadamente ocho millas (12,8 km) de líneas transportadoras automatizadas e incluía 11 hornos de esmaltado, cada uno de los cuales tenía más de 180 pies (55 m) de largo. El equipamiento de la planta incluía prensas para moldear bañeras y fregaderos. Una casa completa constaba aproximadamente de 3300 piezas, cargadas en un solo remolque, que un camión transportaba hasta su lugar de construcción.
Lustron organizó una red de constructores-distribuidores, que a su vez vendían y levantaban cada casa sobre una base de hormigón. Pero en 20 meses de producción y ventas, la empresa perdió dinero en cada casa y, a su vez, no pudo pagar el préstamo recibido. El gobierno estadounidense excluyó de sus programas financiados a Lustron y la producción se detuvo el 6 de junio de 1950. En su cartera de pedidos había más de 8000 unidades de vivienda, que nunca fueron enviadas.

## Modelos
Podría decirse que la más popular de las casas Lustron fue el modelo 1021 pies cuadrados (94,9 m²) "Westchester Deluxe" de dos dormitorios. En total, había tres "modelos" de Lustrons: Westchester, Newport y Meadowbrook. Con la excepción del Esquire (que había sido el nombre del prototipo), cada tipo de Lustron estaba disponible como modelo de dos o tres dormitorios.

### Comparación de modelos
| [ 7 ]                             | Westchester Standard          | Westchester Standard           | Westchester Deluxe            | Westchester Deluxe             | Newport                      | Newport                       | Meadowbrook                  | Meadowbrook                  |
| --------------------------------- | ----------------------------- | ------------------------------ | ----------------------------- | ------------------------------ | ---------------------------- | ----------------------------- | ---------------------------- | ---------------------------- |
| N.º de dormitorios                | 2                             | 3                              | 2                             | 3                              | 2                            | 3                             | 2                            | 3                            |
| Superficie                        | 1021 pies cuadrados (94,9 m²) | 1140 pies cuadrados (105,9 m²) | 1021 pies cuadrados (94,9 m²) | 1140 pies cuadrados (105,9 m²) | 713 pies cuadrados (66,2 m²) | 1023 pies cuadrados (95,0 m²) | 713 pies cuadrados (66,2 m²) | 961 pies cuadrados (89,3 m²) |
| Comedor y salón separados         | Sí                            | Sí                             | Sí                            | Sí                             | No                           | No                            | No                           | No                           |
| Caleffacción                      | Convección radiante           | Convección radiante            | Convección radiante           | Convección radiante            | Gas, aire forzado            | Convección radiante           | Convección radiante          | Convección radiante          |
| Separación Cocina/Comedor         | No                            | No                             | Sí                            | Sí                             | No                           | No                            | No                           | No                           |
| Ventana mirador en el salón       | No                            | No                             | Sí                            | Sí                             | No                           | No                            | No                           | No                           |
| Dormitorio principal con vestidor | No                            | No                             | Sí                            | Sí                             | No                           | No                            | No                           | No                           |
| Aseo del dormitorio principal     | No                            | No                             | Sí                            | Sí                             | No                           | No                            | No                           | No                           |
| Tipo de suelo                     | Opción del constructor        | Opción del constructor         | Baldosa asfáltica             | Baldosa asfáltica              | Opción del constructor       | Opción del constructor        | Opción del constructor       | Opción del constructor       |

## Características de diseño

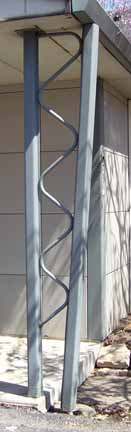
Elemento decorativo en "zig-zag", un detalle exclusivo de las casas Lustron

Es notorio que las viviendas prefabricadas existían antes de que la casa Lustron saliera al mercado. Sin embargo, fueron sus expectativas de eficiencia en la línea de ensamblaje y construcción modular lo que lo distingue de sus competidores. Las casas fueron diseñadas por Morris Beckman de la firma Beckman and Blass de Chicago y pueden haberse basado libremente en los diseños de Cemesto, una empresa con sede en Oak Ridge (Tennessee). Con paneles de acero esmaltado por dentro y por fuera, además de armazón de acero, las viviendas destacaban junto a viviendas más tradicionales de madera y yeso.
Las casas de Lustron generalmente se construían sobre cimientos de losas de hormigón sin sótano. Sin embargo, se sabe que alrededor de 40 casas Lustron tienen sótanos. Su robusto marco de acero se montaba en el lugar de construcción, y la casa se ensamblaba pieza a pieza desde un camión de reparto especial de Lustron Corporation. El equipo de montaje, que trabajaba para el constructor-distribuidor local de Lustron, seguía un manual especial de Lustron y se suponía que debía completar una casa empleando tan solo 360 horas-hombre.

### Opciones de color
Ohio History Connection reconoce cuatro colores exteriores: "Surf Blue", "Dove Grey", "Maize Yellow" y "Desert Tan". Se informó erróneamente durante algunos años que estaban disponibles el azul-verdoso, el verde, el rosa y el blanco. Los marcos de las ventanas eran principalmente de color marfil, aunque los primeros modelos usaban molduras amarillas en los modelos "Surf Blue".

### Interiores
Los interiores se diseñaron teniendo en cuenta el modo de vida moderno, el ahorro de espacio y la facilidad de limpieza. Todas las casas Lustron tenían paredes interiores con paneles de metal que a menudo eran grises. Para maximizar el espacio, todas las habitaciones interiores y los armarios tenían puertas empotradas. Todos los modelos presentaban armarios de metal, un área de servicio y almacenamiento, y plafones de metal. En los modelos Westchester Deluxe, la sala de estar y los dormitorios principales tenían unidades de pared empotradas. Como opción adicional, se presentó a los clientes el exclusivo lavavajillas y lavadora combinado Thor, incorporado al fregadero de la cocina.

### Tipos de ventana

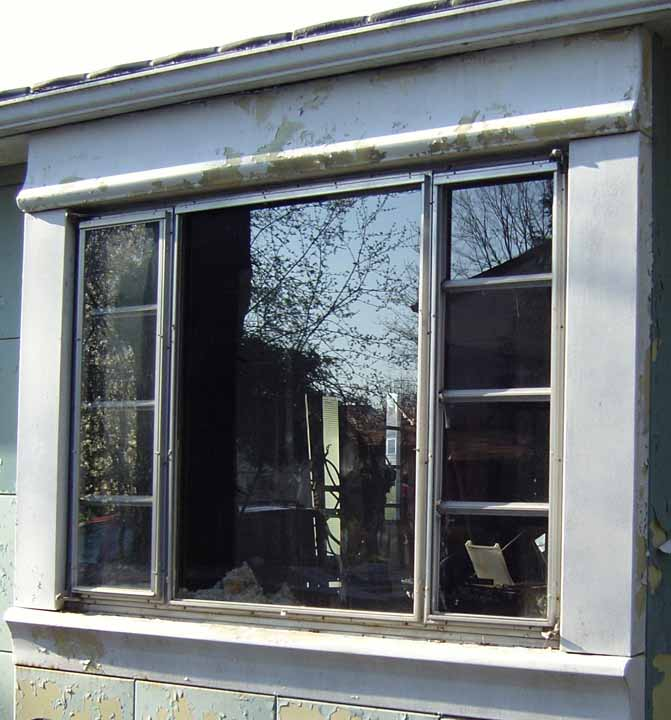
Ventana Lustron de tres hojas

Había dos tipos principales de ventanas en las casas Lustron: “tripartitas” y abatibles, todas fabricadas por Reynolds Aluminum.
Las ventanas ·tripartitas" constaban de una luz central flanqueada por dos ventanas abatibles laterales, cada una subdividida en cuatro lienzos. Los marcos de aluminio de tres luces y/o cuadrados con pantallas interiores eran estándar en todas las casas Lustron. Las contraventanas adicionales estaban disponibles para los residentes en climas más fríos.
Los modelos Westchester Deluxe de dos y tres dormitorios eran únicos en el sentido de que contaban con un ventanal tripartito en el área de la sala de estar: ninguna otra línea Lustron incluía esta característica. En los modelos Westchester Deluxe de dos dormitorios, se colocaron ventanas tripartitas adicionales en el comedor y los dormitorios. Para los modelos Westchester Deluxe de tres dormitorios, se dispusieron ventanas tripartitas en el comedor y dos de los dormitorios, así como en el mirador de la sala de estar. Aunque la línea Westchester Standard no tenía ventanales, tenía ventanas tripartitas en las mismas habitaciones que el modelo Westchester Deluxe de dos dormitorios.
Los modelos Newport de dos y tres dormitorios, que no tenían ventanales, ofrecían ventanas tripartitas en el área del comedor/sala de estar. Un modelo de la casa Meadowbrook muestra que el diseño incluía dos ventanas tripartitas, ambas en el área del comedor/sala de estar, similares a las de la línea Newport.

### Techo, suelo y otros detalles

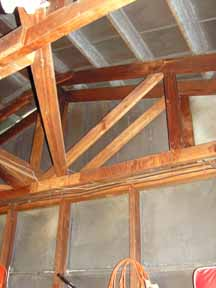
Soportes interiores del garaje de una Lustron

Asimismo, el techo constaba de tejas de acero esmaltadas en porcelana, instaladas como tejas convencionales. Las puertas delantera y trasera presentaban una única hoja de cristal ondulado translúcido. Como se ve en la tabla anterior, los suelos en los modelos Westchester Deluxe eran de baldosas asfálticas, pero en otros modelos (Westchester Standard, Newport y Meadowbrook), se instalaron como una “opción del constructor”.

### Control de temperatura
En la mayoría de los modelos, las casas se calentaron con un horno de gasoil, que dirigía aire caliente a un espacio cerrado por encima de los techos de metal. Las paredes contenían una manta de una pulgada de aislamiento de lana de fibra de vidrio. Los modelos de producción posteriores del Newport utilizan un sistema de aire forzado.

### Marcas de identificación
Entre las características exteriores notables de las casas Lustron se encuentran el revestimiento que consta de segmentos cuadrados de material, seguidos de un enrejado de bajante en zig-zag en las esquinas delanteras y traseras de los edificios. En los modelos Westchester de dos dormitorios, la bajante se conecta a través del enrejado a un pilar que sostiene el porche abierto. El óxido a menudo ha llevado a que los propietarios quiten el enrejado.

## Fin de Lustron Corporation
Lustron Corporation se declaró en quiebra en 1950, a pesar de ser una empresa muy bien financiada, bien publicitada y respaldada por el gobierno que fabrica un producto con una gran demanda. Los retrasos en la producción, la falta de una estrategia de distribución viable y la escalada de precios del producto terminado contribuyeron al fracaso. Además, los códigos de zonificación locales también influyeron. En algunos municipios, por ejemplo, una ordenanza prohibió las viviendas con chimeneas de acero. También se ha hablado de un esfuerzo organizado de la industria de la vivienda existente para detener a Strandlund, comparándolo con Preston Tucker (algo irónico, porque la primera opción de Strandlund para la fábrica de Lustron, el Dodge Chicago Aircraft Engine Plant en Illinois, en realidad le fue otorgada a Tucker para construir sus automóviles).

## Casas Lustron en una base militar
El conjunto más grande de casas Lustron en una ubicación geográfica fue en Quantico (Virginia), donde se instalaron 60 en una base militar del Cuerpo de Marines de los Estados Unidos. Todos los modelos Westchester Deluxe venían en cuatro colores. Las principales remodelaciones de la década de 1980 dieron como resultado que algunas de ellas fueran pintadas de rosa y verde lima. En enero de 2006, se anunció que las casas, "demasiado pequeñas para la mayoría de las familias", se eliminarían de la base y se regalarían. Cincuenta y ocho de las Lustron de Quantico se ofrecieron de forma gratuita (con una solicitud y un depósito de 8000 dólares) en 2006, pero solo una persona se presentó y adquirió una casa, que fue desmontada. Veintitrés de las Lustron de Quantico fueron demolidas en 2006 y otras treinta y cuatro fueron demolidas en 2007. Las dos casas restantes en la base forman parte del Registro Nacional de Lugares Históricos y actualmente se utilizan como edificios de mantenimiento.

## Conservación
Todavía se conservan alrededor de unas 1500 casas Lustron en 36 estados. Muchas han sido modificadas con adiciones, cocinas remodeladas, ventanas de vinilo, techos compuestos, nuevos sistemas de calefacción, paredes interiores de lámina de roca, exteriores pintados y revestimientos. Algunas han sido desmontadas, reubicadas y reensambladas.
Una casa modelo Westchester Deluxe restaurada (sin techo) procedente de Arlington, Virginia, se montó dentro del edificio de la Ohio History Connection en Columbus, Ohio, en 2013. Había permanecido ensamblada parcialmente (sin dormitorios) durante unos meses en el MoMA, en Manhattan. La casa estuvo en exhibición hasta diciembre de 2018 en Columbus.
Un pequeño grupo de propietarios de casas Lustron está preservando la condición original de sus viviendas, instando a otros a hacer lo mismo, y existe un número significativo de hogares Lustron completamente originales. Con el tiempo, los propietarios a menudo eliminaron la combinación de lavadora/lavavajillas de la marca "Thor" y, en las regiones frías también es frecuente que se hayan sustituido los sistemas de calefacción radiante del techo.

### Amenazas
La demolición continúa amenazando a las casas Lustron, especialmente donde el valor del suelo permite la existencia de compradores que desean casas más grandes de nueva construcción. Otras amenazas importantes a la integridad de las casas Lustron son el clima severo (tornados, huracanes), el impacto de vehículos, y falta de legislación local de zonificación/preservación/estética.

## Estado actual
Muchos de los ejemplares restantes se encuentran en Illinois:
- Lombard (Illinois), en el Condado de DuPage, tenía la mayor cantidad de casas Lustron, con 36 unidades.
- En Aurora (Illinois), se conserva un bloque de casas Lustron en su distrito histórico.
- Champaign, Illinois tiene al menos dos: una en Daniel Street y otra en James Street.
- En Mount Morris (Illinois), 13 de las 18 casas Lustron de la ciudad están ubicadas en Sunset Lane, First Street y Hannah Avenue, a poca distancia entre sí.
- Hay una casa Lustron incluida como elemento singular en el Euclid Avenue Historic District de Bristol (Virginia).[19]
- Otras 3 se localizan en South Bend (Indiana).
- Una calle en Galion (Ohio), Maple Heights Drive, tiene 4 casas Lustron.
- Hay 3 casas en Warren (Illinois).
- Hay 6 casas en Cedar Rapids (Iowa) y al menos 6 en Des Moines y Windsor Heights (Iowa).
- Hay cuatro en Louisville, Kentucky, una en Middlesborough (Kentucky) y también una casa ubicada en Memphis, Tennessee.
- San Luis (Misuri) también alberga una cantidad significativa de ejemplos, incluida una manzana completa en Litzsinger Road en el Condado de San Luis.
- Hay 18 casas ubicadas en Great Bend (Kansas), apodada la "Capital Lustron de Kansas".
- Hay 18 casas Lustron esparcidos por Southern Mineápolis, incluida una fila de ellas en 50th y Nicollet Ave.[20]